# Infiniti M Coupé & Cabriolet
Les Infiniti M30 Coupé et Cabriolet sont les premiers modèles Infiniti avec la Q45, lancés en 1989. Il ne faut pas confondre les coupés et cabriolets M30 avec les berlines du même nom apparues dix plus tard (les M35/45). Ce sont des clones de la Nissan Leopard Coupé seconde génération; seule distinction entre les deux: l'Infiniti a droit à une version décapotable et pas le Nissan.
Après à peine trois années de commercialisation, les coupés et cabriolet M30 disparurent et seront remplacés onze ans plus tard par le coupé G35.
Moins de douze mille M30, coupé et cabriolet, furent produits entre 1990 et 1992.
Les Infiniti M30 Coupé et Cabriolet ont été fabriqués à Musashimuyarama, Japon. Mais la transformation du modèle coupé en cabriolet a été réalisée aux États-Unis par le carrossier ASC. 10 060 exemplaires (coupé et cabriolet) ont été vendus aux États-Unis au cours des millésimes 1991 et 1992.

## Motorisation
Un seul et unique bloc essnce :
- M30 : V6 3,0 L 162 ch.

Ce moteur était couplé à une boîte auto à quatre rapports.

## Galerie photos

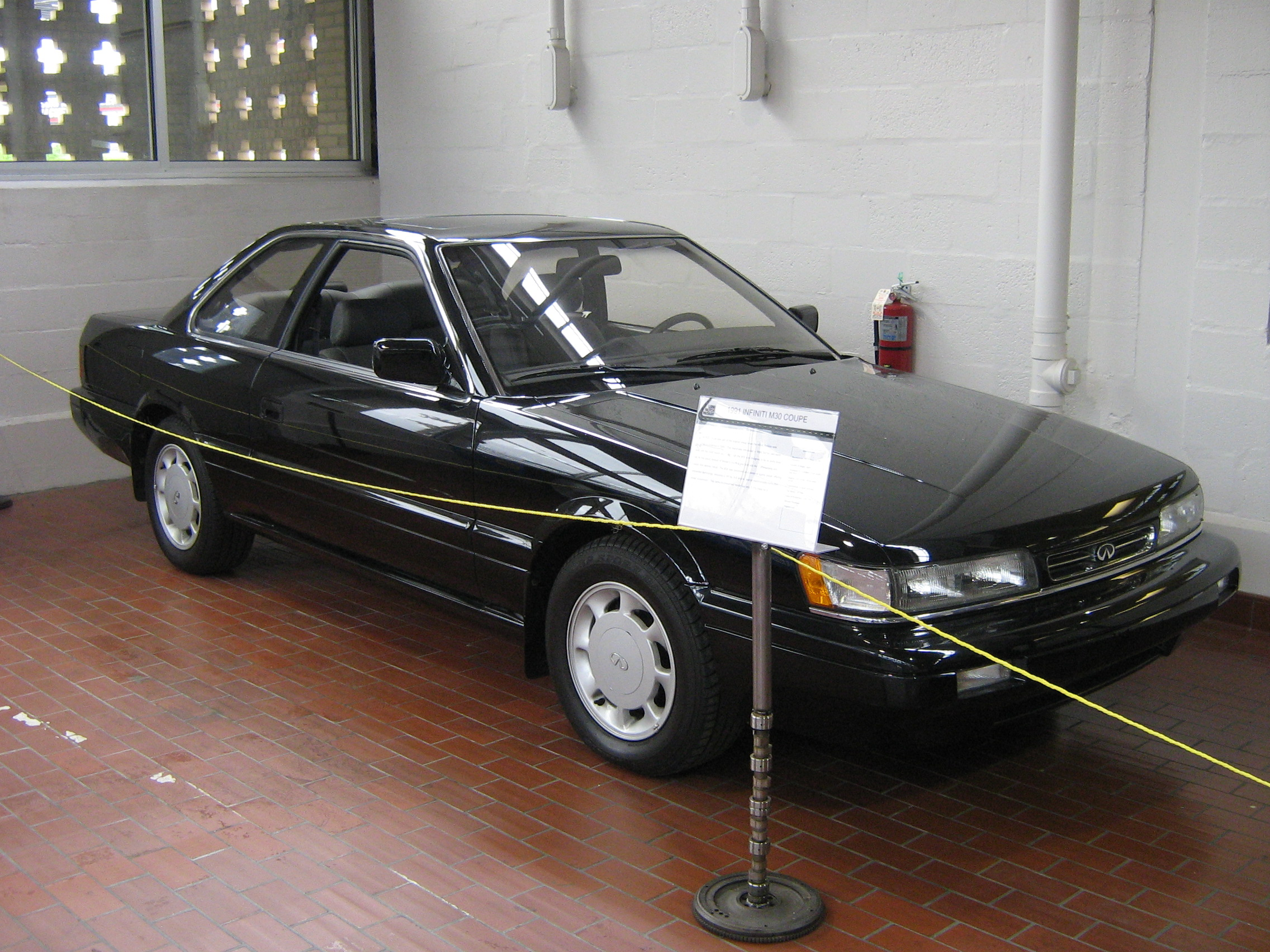
M30 Coupé
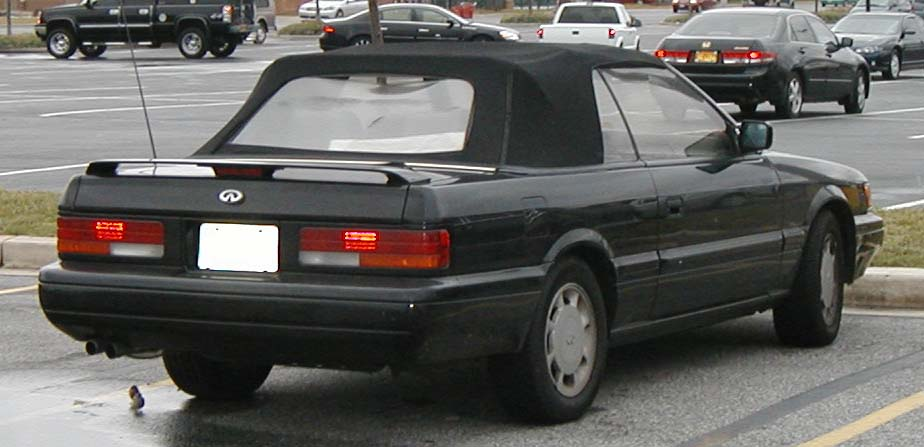
M30 Cabriolet
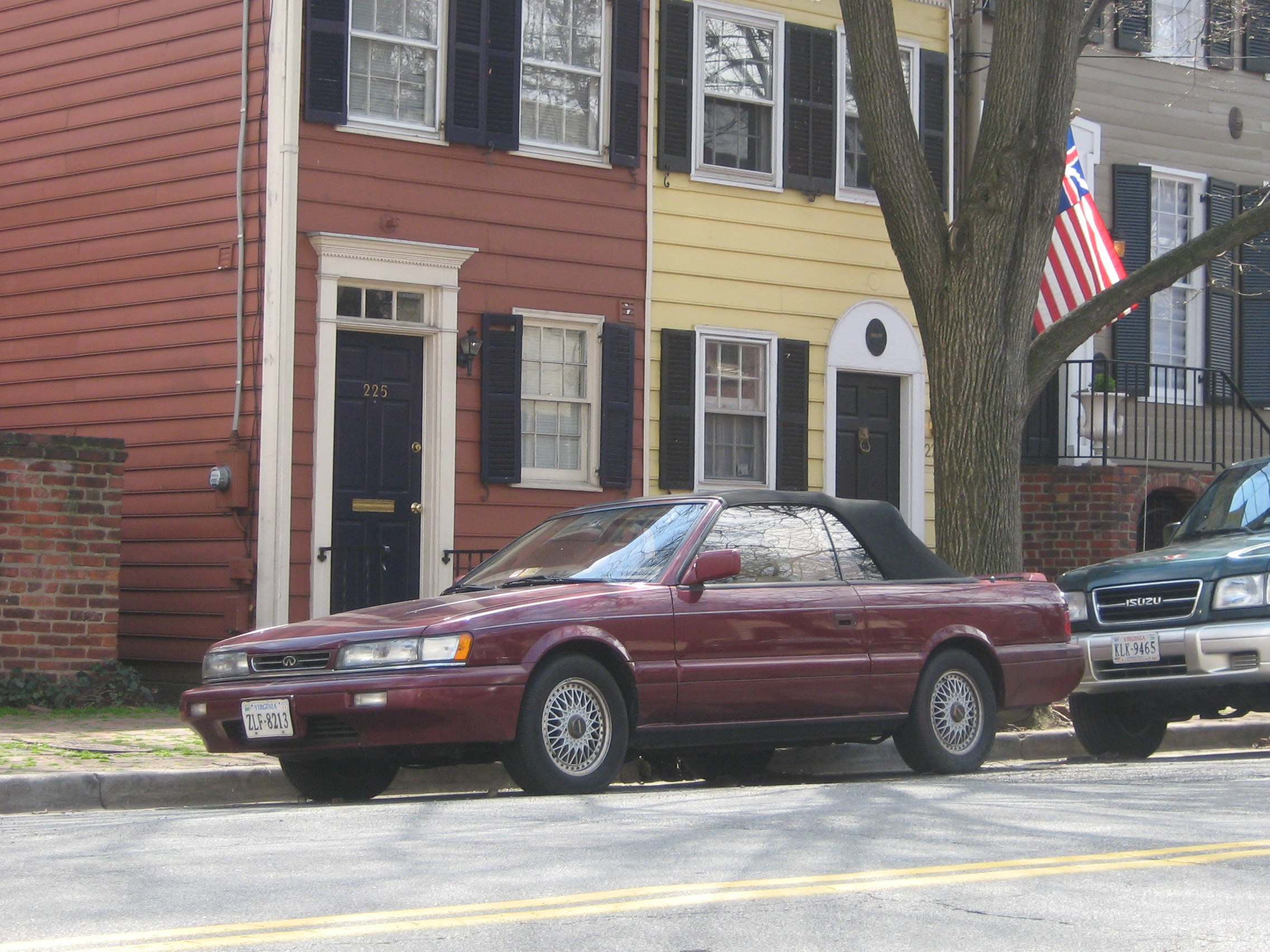
M30 Cabriolet